# Hagtorngråvecklare
Hagtorngråvecklare (Neosphaleroptera nubilana) är en fjärilsart som beskrevs av Jacob Hübner 1796/99. Hagtorngråvecklare ingår i släktet Neosphaleroptera och familjen vecklare. Arten är reproducerande i Sverige. Inga underarter finns listade i Catalogue of Life.

## Bildgalleri

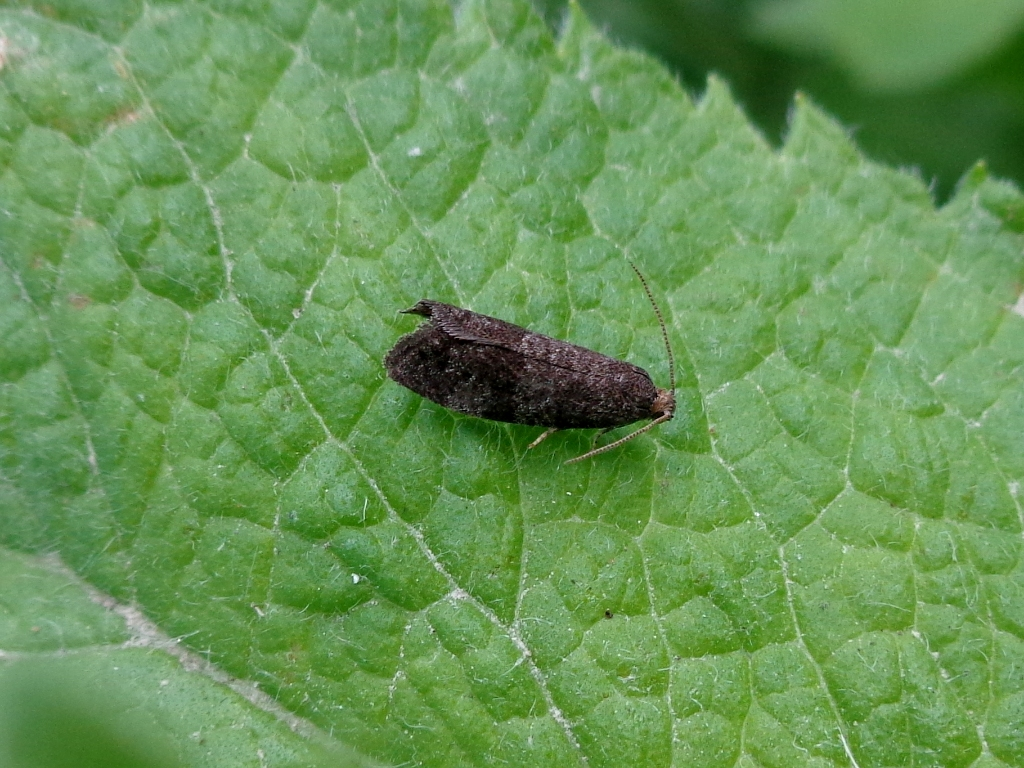
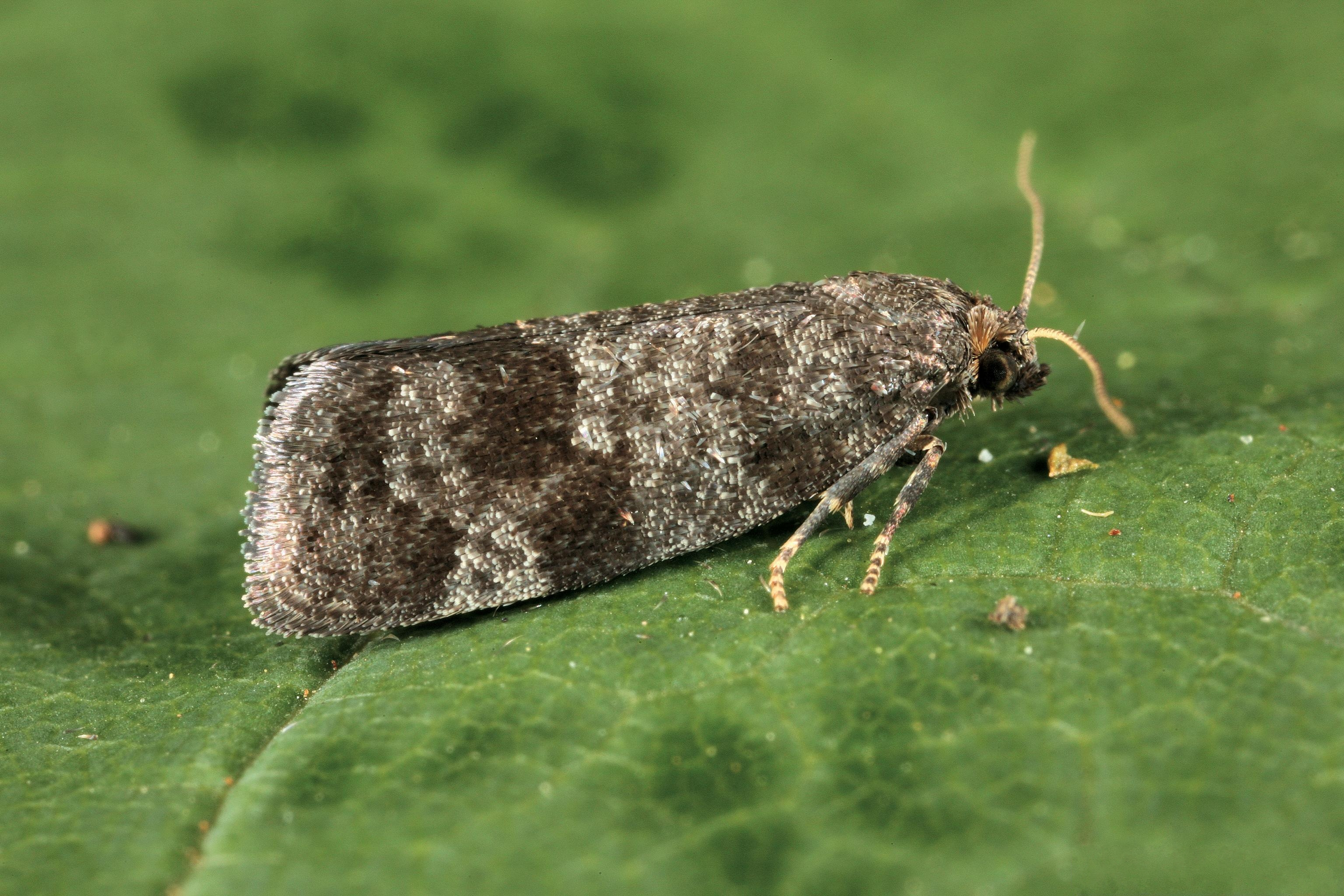
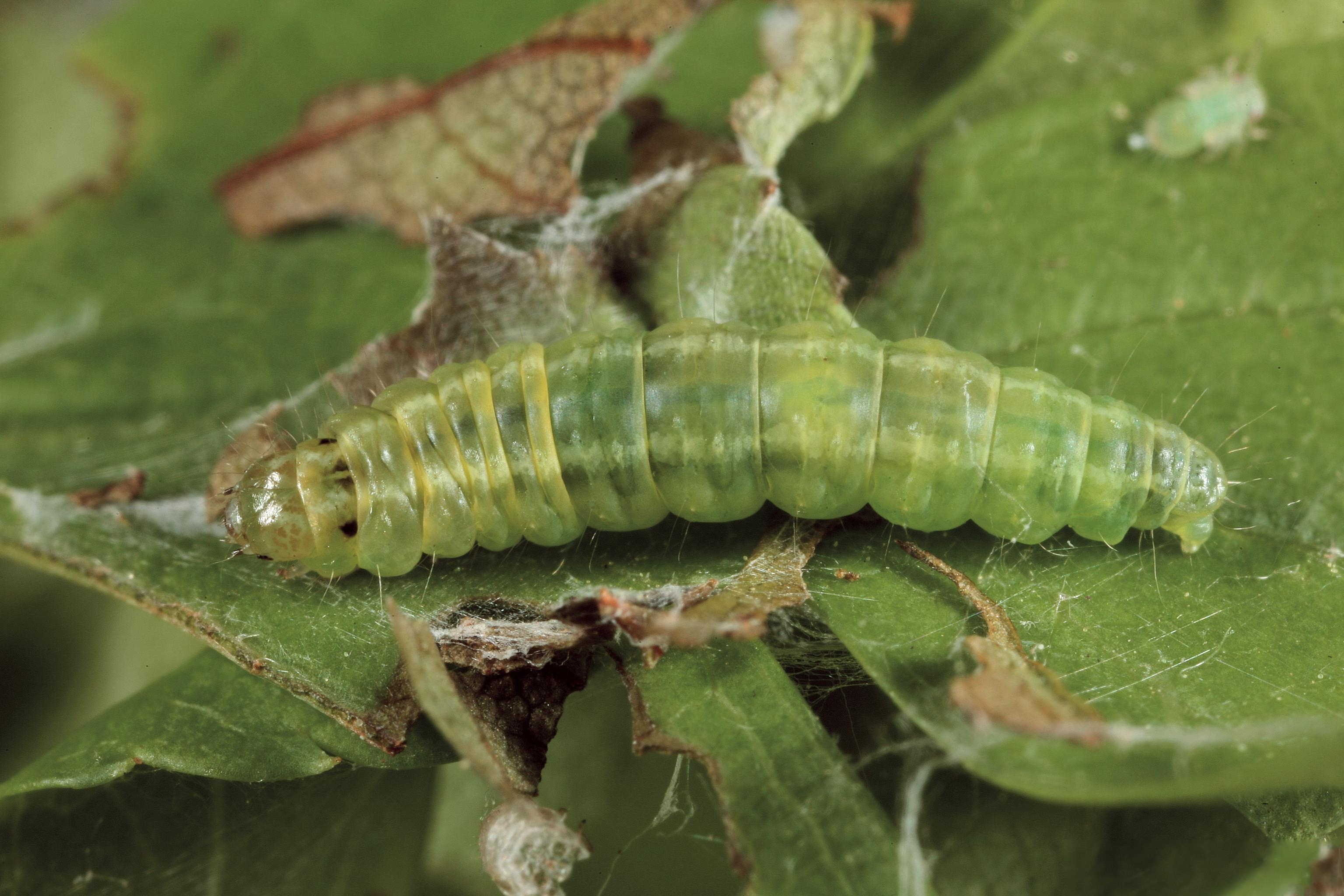